# Відкриті освітні ресурси

Англійська версія логотипу OER

Відкри́ті осві́тні ресу́рси (англ. Open Educational Resources — OER) — загальна назва для усіх освітніх засобів, до яких є повністю відкритий доступ завдяки безкоштовній ліцензії або переведення їх у суспільне надбання та створення доступу до таких ресурсів за допомогою інформаційних та комунікаційних технологій.

## Історія
Цей термін було створено на зборах ЮНЕСКО у 2002 році, на яких учасники виразили своє побажання створення універсальних освітніх ресурсів, доступних для усього людства та надію, що у майбутньому це відкрите джерело мобілізує усю світову спільноту учителів.
З того часу рух OER поступово розвивався у цілому світі. Національна комісія знань уряду Індії створила програму, яка мала на меті адаптацію та застосування матеріалів OER у індійських освітніх закладах. У 2007 році у Кейптауні утворилася неофіційна коаліція організацій, що створюють відкриті освітні ресурси, та було підписано так звану Кейптаунську декларацію (також і представниками від України), у якій уточнено визначення цього терміна.
Ідея створення відкритих освітніх ресурсів з'явилася на основі ідеї відкритого доступу (OA), яка розвивалася від початку 90 років у рамках Руху відкритого доступу. Рух відкритої науки бореться за відкритий доступ до наукових публікацій, що відображається в основному у публікації у наукових журналах та інституційних репозитаріях відкритого доступу. Прикладом видавництва, що публікує наукові часописи на умовах вільного ліцензування, є Public Library of Science. Сприяють видавництву такого роду журналів, зокрема, організації та приватні особи, які у 2003 році підписали Берлінську декларацію за ініціативи німецького Товариства імені Макса Планка.

## Стан ресурсів
Дослідження, які були проведені у 2007 році за завданням Організації економічного співробітництва та розвитку Giving Knowledge for Free: the emergence of Open Educational Resources показали, що у світі більше як 3000 навчальних курсів із 300 університетів були доступні на основі, яка задовольняє визначення OER.

### Приклади відкритих освітніх ресурсів у світі
- MIT OpenCourseWare — проєкт Массачусетського технологічного інституту з публікації у відкритому доступі матеріалів всіх курсів інституту[6].
- OpenLearn — освітня платформа Відкритого університету, Велика Британія[7].
- Free High School Science Texts, Університет Кейптауна, ПАР[8].
- Проєкт Connexions — Університет Райса, Техас, США[9].
- Проєкти Center for Open and Sustainable Learning (COSL) Державного університету Юта, США[10].
- Проєкти The Institute for the Study of Knowledge Management in Education (ISKME), Каліфорнія, США[11].
- Проєкти Wikimedia Foundation

### Відкриті освітні ресурси в Україні
- Проєкт Prometheus — безкоштовні онлайн-курси від викладачів КПІ, КНУ та Києво-Могилянської Академії[12].
- Інституційні репозитарії українських університетів

## Ліцензування
Однією з особливостей таких ресурсів на відміну від безкоштовних ресурсів є їх відкритість, яка полягає у використанні ліцензії, що дозволяє їх вільне використання, переробку інтелектуальної власності третіми особами.
Найпоширенішою ліцензією, яка застосовується до відкритих освітніх ресурсів, є ліцензія Creative Commons.